# 高庙镇 (洪雅县)
高庙镇，是中华人民共和国四川省眉山市洪雅县下辖的一个乡镇级行政单位。

## 行政区划
高庙镇下辖以下地区：
花溪源社区、花源村、水秀村、中和村、丛林村、七里村、黑山村、镇江村、永丰村、鲜湾村和潜池村。